# BMW X3 CC
La BMW X3 Cross Country è una autovettura da corsa a trazione integrale realizzata dal team X-raid secondo le norme FIA di Gruppo T1 (veicoli fuoristrada prototipi), appositamente per competere nella Coppa del mondo rally raid (Cross Country Rally World Cup). È stata progettata con il supporto tecnico della BMW, per quanto riguarda la sezione motori progettati e sviluppati nello stabilimento austriaco di Magna Steyr.

## Storia
Il team X-raid che nei primi anni 2000 gareggiava nei rally raid con un fuoristrada prototipo denominato BMW X5 CC, in seguito al lancio commerciale della BMW X3 stradale, decise di realizzare per opportuni scopi di marketing un nuovo mezzo denominato BMW X3 CC, che riprendeva la linea esteriore ed il nome del SUV stradale. Nel novembre 2006, all'Essen Motor Show, il team X-raid, presentò al pubblico la "BMW X3 CC Dakar Rally", ed annunciò il suo debutto nell'imminente Rally Dakar 2007 con la pilota tedesca Jutta Kleinschmidt.
La X3 CC è in realtà un fuoristrada prototipo con caratteristiche tecniche nettamente differenti dalla normale vettura in commercio, dispone infatti di telaio a traliccio tubolare in acciaio, carrozzeria in fibra di carbonio che riproduce abbastanza fedelmente i tratti stilistici della versione di serie, trazione integrale, sospensioni e ammortizzatori ad ampia escursione per affrontare percorsi sconnessi.

## Caratteristiche tecniche
La X3 CC è conforme al regolamento tecnico della FIA, articolo 285-2012, gareggia nel "Gruppo T1", a cui appartengono i cosiddetti "fuoristrada modificati", autoveicoli che non hanno correlazione con la produzione di serie. Nello specifico è inserita nella "Classe T1.2", di cui fanno parte i fuoristrada prototipi dotati di trazione integrale e spinti da un motore Diesel.
Il telaio a traliccio tubolare è in acciaio, così come imposto dal regolamento tecnico, ha una conformazione che consente: una abitacolo biposto, un vano anteriore nel quale è collocato il motore, un vano posteriore nel quale è alloggiato il serbatoio del gasolio, 3 pneumatici di scorta e attrezzi per le riparazioni, attacchi per sospensioni e ammortizzatori (2 per ogni ruota) ad ampia escursione.
La carrozzeria è realizzata in fibra di carbonio e ricalca da vicino le fattezze della X3 in commercio; è composta da pochi elementi a sgancio rapido e che permettono di accedere agevolmente agli organi meccanici. È equipaggiata con un cambio sequenziale a 6 rapporti collegato ad trazione integrale.
Il motore è un 6 cilindri in linea turbodiesel BMW di 2.993 cm³ di cilindrata, deriva da un'unità di serie rivista in modo opportuno dalla BMW Motoren GmbH per un uso nelle competizioni; dispone di carter secco per ridurne l'altezza e consentire una lubrificazione efficace anche in presenza di elevate pendenze. Quest propulsore è sovralimentato mediante 2 turbocompressori, per regolamento sul collettore di aspirazione è presente un restrittore d'aria da 38 mm di diametro che ne limita la potenza massima a circa 315 CV a 4.000 giri/min, la coppia motrice raggiunge un picco di 700 Nm a 1.900 giri/min.

## Impiego nelle competizioni

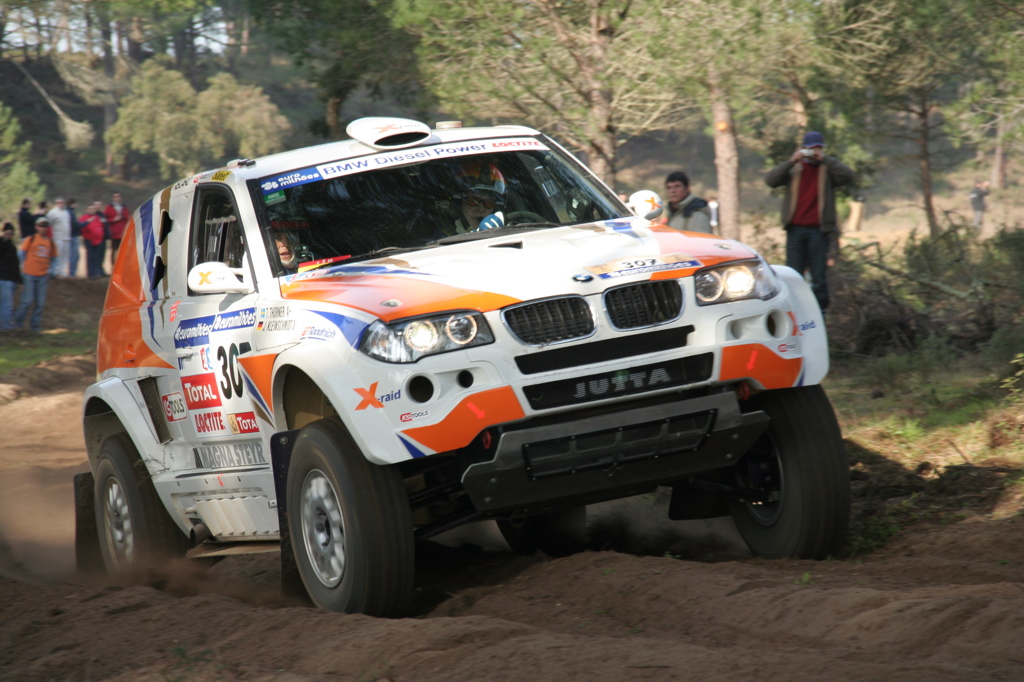
La X3 CC al suo debutto ufficiale nelle competizioni di rally raid alla Dakar 2007

La X3 CC ha colto diversi successi (al Rally di Tunisia del 2009, l'Abu Dhabi Desert Challenge del 2008, 2009, 2010 e 2011, etc..), ma mai al Rally Dakar, l'obbiettivo principale della squadra, che nelle stagioni dal 2009 al 2011 è stato vinto dalla Volkswagen Touareg.
Nel 2011 il team X-Raid presenta una nuova vettura di punta, la Mini All4 Racing, in grado di vincere subito e di dominare la scena alla Dakar 2012.

## Palmarès
2008
- all'Italian Baja con Nasser Al-Attiyah
- all'Abu Dhabi Desert Challenge con Nasser Al-Attiyah

2009
- all'Abu Dhabi Desert Challenge con Guerlain Chicherit
- al Baja Portalegre 500 con Filipe Campos
- al Rally di Tunisia con Orlando Terranova
- al Rally di Tunisia con Guerlain Chicherit
- al Rally Transibérico con Guerlain Chicherit
- al Rally Transibérico con Bernardo Moniz da Maia

2010
- all'Abu Dhabi Desert Challenge con Leonid Novickij
- al Rally di Tunisia con Leonid Novickij
- all'Estoril-Portimão-Marrakech con Leonid Novickij
- all'Estoril-Portimão-Marrakech con Filipe Campos

2011
- all'Italian Baja con Leonid Novickij
- all'Abu Dhabi Desert Challenge con Leonid Novickij
- al Rally di Tunisia con Leonid Novickij
- al Rally di Tunisia con Nani Roma
- al Silk Way Rally con Krzysztof Hołowczyc